# Sol X7
Le Sol X7, ou précédemment le Jiayue X7, est une automobile de type crossover intermédiaire de taille moyenne qui a été produit par JAC Motors sous les marques Sol et Jiayue respectivement. Lancé à l'origine sous le nom de Jiayue X7 en 2020, le crossover est essentiellement un lifting complet du Refine S7. En octobre 2020, le crossover a été rebaptisé Sol X7. Le Sol X7 et le Jiayue X7 étaient vendus l'un à côté de l'autre pendant une brève période avant que la marque Jiayue ne soit abandonnée.

## Aperçu

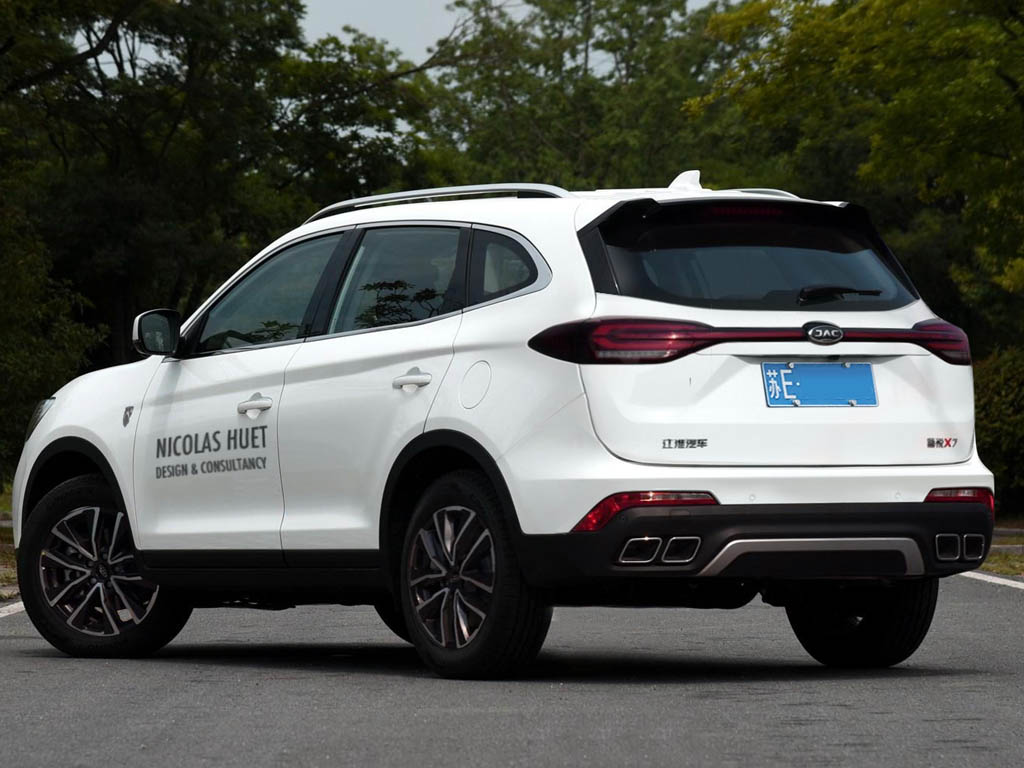
JAC Jiayue X7 arrière

Le Sol X7 ou Jiayue X7 est un crossover de taille moyenne qui était positionné au-dessus du crossover compact Jiayue X4 dans la gamme des produits Jiayue. Bien que le modèle soit essentiellement un lifting complet de son prédécesseur, le Refine S7, le Jiayue X7 est le premier produit crossover dans la disposition des voitures particulières de l'ère 3.0 de JAC selon les responsables.

### Caractéristiques
Les options de moteur du Jiayue X7 comprennent un moteur turbo de 1,5 litre développant 174 ch (128 kW) et 251 N m de couple et un moteur turbo de 2,0 L produisant 193 ch (142 kW) et 280 N m de couple, les moteurs sont couplés à une transmission DCT à six vitesses. La vitesse maximale du Jiayue X7 est de 160 km/h. Le prix du Jiayue X7 varie de 89 800 à 119 800 yuans (~ 12 696–16 938 USD) pour le marché chinois.
Le Jiayue X7 n'est disponible qu'en version cinq places au lancement et est équipé du système de mise en réseau intelligent J-Link mis à jour, avec écran LCD central flottant et tableau de bord LCD complet de 31 cm. L'écran intègre également le système iflytek car voice 3.5 et la télécommande APP, un karaoké de voiture intégré, Gaode maps et des images panoramiques à 360 degrés liés à un enregistreur de conduite panoramique. Le JAC Jiayue X7 est livré en standard avec 14 systèmes de stabilité électroniques et des systèmes de sécurité d'urgence TESS pour crevaison. Les modèles à finition supérieure du Jiayue X7 sont également équipés de systèmes d'alerte de sortie de voie LDWS et de freins d'urgence automatiques AEB.